# سیارک ۱۰۹۰۹۷
سیارک ۱۰۹۰۹۷ (به انگلیسی: 109097 Hamuy، نامگذاری:2001QM33)۱۰۹۰۹۷مین سیارک کشف شده‌است که در ۱۹ اوت ۲۰۰۱ کشف شد.